# Рандзанико
Рандза̀нико (на италиански: Ranzanico; на ломбардски: Ransanich, Ранзаник) е село и община в Северна Италия, провинция Бергамо, регион Ломбардия. Разположено е на 519 m надморска височина. Населението на общината е 1225 души (към 2018 г.).